# Otakar Lada
Otakar Lada (ur. 22 maja 1883 w Pradze, zm. 12 lipca 1956 w Senohrabach) – szermierz reprezentujący Królestwo Czech, brązowy medalista olimpijski.
Na igrzyskach olimpijskich w Londynie w 1908 roku razem z Františkiem Duškiem, Vilémem Goppoldem von Lobsdorfem, Vlastimilem Ladą-Sázavským i Bedřichem Schejbalem zajął też trzecie miejsce w turnieju drużynowym. W turnieju indywidualnym odpadł w drugiej rundzie. Startował również w szpadzie, w której był piąty drużynowo, a indywidualnie odpadł w pierwszej rundzie. Został także zgłoszony do startu na igrzyskach olimpijskich w Paryżu w 1924 roku, jednak ostatecznie nie wystąpił w żadnej konkurencji. 
Ukończył studia prawnicze na Uniwersytecie Karola.
Nie zdobył medalu mistrzostw świata.
Inny czeski szermierz, Vlastimil Lada-Sázavský, był jego bratem.